# Christian Ingemann Petersen

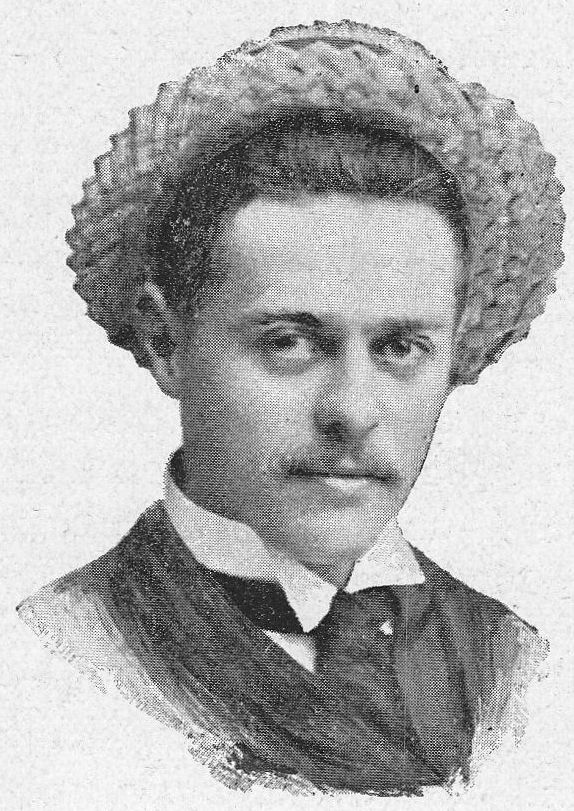
Christian Ingemann Petersen (1895)

Christian Ingemann Petersen (* 9. Dezember 1873; † 25. Januar 1963) war ein dänischer Bahnradsportler.
Fünfmal wurde Christian Ingemann Petersen in den 1890er Jahren dänischer Meister in verschiedenen Disziplinen: 1895 und 1896 im Sprint, 1890 und 1895 im Steherrennen (mit Tandem-Schrittmacher) und 1889 über die Dänische Meile (= 7.532,5 km).
1895 startete Ingemann Petersen bei den Bahn-Weltmeisterschaften in Köln und wurde Vize-Weltmeister im Sprint der Amateure, hinter dem Niederländer Jaap Eden. Ab 1897 startete Petersen als Berufsfahrer.